# Liparistis lioxera
Liparistis lioxera är en fjärilsart som beskrevs av Edward Meyrick 1915. Liparistis lioxera ingår i släktet Liparistis och familjen plattmalar. Inga underarter finns listade i Catalogue of Life.